# Adékambi Olufadé
Adékambi Olufadé (* 7. Januar 1980 in Lomé) ist ein ehemaliger togoischer Fußballspieler.
Olufadé begann seine Karriere in seiner Heimat, ehe er 2000 nach Europa zum belgischen Erstdivisionär SC Lokeren wechselte. In der Folgezeit sollte er es jeweils nur eine Saison bei einem Verein aushalten. Die nächste Station war OSC Lille aus Frankreich. Von dort ging es über OGC Nizza und Sporting Charleroi wieder nach Lille. Nach einem Jahr bei Al-Sailiya in Katar spielte er ab Sommer 2006 in Belgien bei KAA Gent und war dort als Torschütze ziemlich erfolgreich, ehe ihn eine Knieverletzung etwas aus der Bahn warf. Im Jahre 2010 wechselte er zu Sporting Charleroi, wo er allerdings Probleme hat zu seiner alten Form zu finden. 2011 beendete er seine Karriere.
Seit 1997 spielte Olufadé auch für Togo bei Länderspielen. 2002 und 2006 gehörte er jeweils zum Aufgebot für den Afrika-Cup. Im Sommer 2006 gehörte er zudem dem Kader für die Weltmeisterschaft an, bestritt allerdings nur ein Spiel, als er im Vorrundenspiel gegen Frankreich eingewechselt wurde.